# Daniel Nelson
Daniel Nelson (22 de octubre de 1988, New Plymouth, Nueva Zelanda) es un actor y doble de acción de nacionalidad neozelandesa.

## Carrera
Nelson se introdujo en el mundo de la actuación en 2008, a la edad de 20 años, en un comercial de cereales. Desde entonces, se dedicó entrenar para convertirse en doble de acción. Entrenó boxeo y salvamento y socorrismo. En 2021, interpretó al personaje de Mortal Kombat Kabal, en la adaptación cinematográfica de ese año.

## Filmografía

### Cine
| Año  | Título                                     | Rol            |
| ---- | ------------------------------------------ | -------------- |
| 2012 | Agent Provocateur                          | Mercenario     |
| 2014 | Rise                                       | Guardaespaldas |
| 2017 | Piratas del Caribe: La venganza de Salazar | Doble          |
| 2021 | Godzilla vs. Kong                          | Hayworth       |
| 2021 | Mortal Kombat                              | Kabal          |

### Televisión
| Año  | Título               | Rol                           | Notas                              |
| ---- | -------------------- | ----------------------------- | ---------------------------------- |
| 2010 | Silent               | John                          | Cortometraje                       |
| 2012 | The Token            | Wilhem                        | Cortometraje                       |
| 2013 | Rise of the Underdog | Josh                          | Cortometraje                       |
| 2013 | Stacy                | Steve                         | Cortometraje                       |
| 2014 | Supercharged         | Cliff Williams                | Cortometraje                       |
| 2016 | Greymare             | Nathan Williams               | Cortometraje Director y escritor   |
| 2016 | The Neon King        | Col                           | Cortometraje                       |
| 2021 | Harrow               | Guardia de seguridad de hotel | Episodio: Sola Dosis Facit Venemum |